# Acta Arithmetica
De Acta Arithmetica (ISSN (gedrukt): 0065-1036, ISSN (elektronisch): 1730-6264) is een wiskundig tijdschrift waarin artikelen worden gepubliceerd over de getaltheorie. Het blad werd in 1935 opgericht door Salomon Lubelski en Arnold Walfisz. 
Het tijdschrift wordt uitgegeven door het Instituut voor wiskunde van de Poolse Academie van Wetenschappen.